# Феликс Савар
Феликс Савар (на френски: Félix Savart), (30 юни 1791 г. – 16 март 1841 г.) е син на Жерар Савар, инженер във Военното училище в Мец. Брат му Никола, студент в Политехническото училище и офицер от инженерните войски, работи в областта на вибрациите. Във военната болница в Мец, Савар учи медицина, а по-късно заминава да продължи обучението си в Университета на Страсбург, където получава медицинска степен през 1816 година. Той става професор в Колеж дьо Франс през 1836 година и е създателят на закона на Био–Савар, заедно с Жан-Батист Био. Заедно, те работят по теорията на магнетизма и електрическите токове. Около 1820 година създават закон за връзката между силата на тока и създаденото от него магнитно поле. Феликс също учи акустика. Той разработва колело, което произвежда звук при специфични честоти, използващо въртящи се дискове.